# Clube Náutico de Angra do Heroísmo
O Clube Náutico de Angra do Heroísmo (CNAH) é um clube de desporto náutico localizado no Concelho de Angra do Heroísmo, na ilha Terceira, no arquipélago dos Açores.

## Fundação
Os seus Estatutos datam de 14 de outubro de 1935 (89 anos), constituindo-se como Associação, cujos fins se destinam, "(...)"a promover a instrução náutica e o recreio náutico aos seus associados e, tanto quanto possível, à classe marítima".."

## História
Sendo a Baía de Angra do Heroísmo, uma enseada muito resguardada e protegida pela encosta elevada do "Monte Brasil", na alvorada do século XVI foi regularmente utilizada no reabastecimento e reaparelhamento das embarcações de mercadorias e valores que navegavam na Carreira da Índia, dando-lhe uma importância notável no desenvolvimento desta Povoação.

Cumulativamente a interação com o mar e a faina do seu aproveitamento, deu conhecimentos e apelo que consolidaram a "alma" náutica dos futuros Fundadores do Clube.

Como signatários das seus Estatutos constam proeminentes cidadãos de Angra do Heroísmo, entre os quais o seu primeiro Presidente Bento de Brito do Rio Abreu, ainda  Alberto Moniz Pereira e Silva, Marcelo Borges Pampelona, Henrique Henriques Flores, Henrique Parreira, Eliseu Pereira Pato François,José Domingos da Silveira, Adriano Gomes de Figueiredo, José Correia Berbereia, Joaquim Inácio da Cunha Júnior e Henrique Brito do Rio.

Na sua longa existência organizou provas Regionais de Vela, vela de cruzeiro como co-organizador da Regata Regional "Atlantis Cup", motonáutica e canoagem.

Após um longo período de inatividade de cinco anos, são retomados os desígnios do Clube com a tomada de posse de uma nova Direção para o biénio 2009-2010, requalificando-se também a Sede do Clube.
Com o decorrer do ano de 2010, Clube completou os seus 75 Anos de existência, tendo sido proposto um voto de congratulação em Sessão Plenária do Parlamento Regional,  sendo galardoado pelo Governo Regional dos Açores.

Com o desenvolvimento das novas modalidades desportivas assume o estatuto de membro co-fundador da Associação de Jet Ski e Motonáutica dos Açores.

Foi considerada pelo Instituto Portuário e dos Transportes Marítimos,IP., uma das entidades na Região com idoneidade para ministrar formação de Cartas Náuticas de Recreio e Operador de rádio.